# 新独立城
新独立城是巴西圣保罗州的一个市镇。总面积265.282平方公里，总人口2480人，人口密度9.3人/平方公里。